# Муратівська волость
Муратівська волость — історична адміністративно-територіальна одиниця Старобільського повіту Харківської губернії із центром у слободі Муратова.
Станом на 1885 рік складалася з 7 поселень, 11 сільських громад. Населення — 2187 осіб (1116 чоловічої статі та 1071 — жіночої), 393 дворових господарства.
|                     | Площа, десятин | У тому числі орної, дес. |
| ------------------- | -------------- | ------------------------ |
| Сільських громад    | 2847           | 2480                     |
| Приватної власності | 14666          | 4799                     |
| Казенної власності  | —              | —                        |
| Іншої власності     | 155            | 33                       |
| Загалом             | 17668          | 7312                     |

Основні поселення волості станом на 1885:
- Муратова — колишня державна слобода при річці Комишна за 60 верст від повітового міста, 636 осіб, 102 дворових господарства, православна церква, поштова станція, 2 лавки.
- Петровенька — колишнє державне село, 775 осіб, 135 дворових господарств.

Найбільші поселення волості станом на 1914 рік:
- слобода Муратова — 1148 мешканців;
- село Петровенька — 1129 мешканців.

Старшиною волості був Кирило Григорович Торохтунов, волосним писарем — Іван Никифорович Гузій, головою волосного суду — Іван Петрович Кольченко.